# Manuela Beer
Manuela Beer (* 1969) ist eine deutsche Kunsthistorikerin und Kuratorin.
2003 wurde sie an der Universität Bonn in Kunstgeschichte promoviert. Sie ist seit 2012 stellvertretende Direktorin des Museums Schnütgen in Köln, wo sie zuvor bereits als wissenschaftliche Mitarbeiterin tätig war. Sie kuratierte dort überregional bedeutsame Ausstellungen zu den Heiligen Drei Königen und der mittelalterlichen Nutzung von Bergkristall.

## Schriften (Auswahl)
- mit Carola Hagnau (Hrsg.): Licht in dunklen Zeiten. Mittelalterliche Glasmalerei aus dem Khanenko Museum in Kyjiw. Ausstellungskatalog. Köln 2025.
- (Hrsg.): Magie Bergkristall. Ausstellungskatalog. Hirmer, München 2022.
- mit Moritz Woelk (Hrsg.): Museum Schnütgen. Handbuch zur Sammlung. Hirmer, München 2018.
- (Hrsg.): Die Heiligen Drei Könige. Mythos, Kunst und Kult. Ausstellungskatalog. Hirmer, München 2014.
- Orte und Wege. Überlegungen zur Aufstellung und Verwendung frühmittelalterlicher Marienfiguren. In: Andrea von Hülsen-Esch, Dagmar Täube (Hrsg.): „Luft unter die Flügel…“. Beiträge zur mittelalterlichen Kunst; Festschrift für Hiltrud Westermann-Angerhausen (= Studien zur Kunstgeschichte. Band 181). Olms, Hildesheim u. a. 2010, S. 99–121.
- Die Halberstädter Triumphkreuzgruppe. Höhepunkt eines mittelalterlichen Bildtypus im europäischen Kontext. In: Ulrike Wendland (Hrsg.): Kunst, Kultur und Geschichte im Harz und Harzvorland um 1200 (= Arbeitsberichte des Landesamtes für Denkmalpflege und Archäologie Sachsen-Anhalt. Band 8). Halle an der Saale 2008, S. 185–198.
- Monumentalskulptur in frühsalischer Zeit. Form, Inhalt und Funktion. In: Christoph Stiegemann (Hrsg.): Canossa 1077. Erschütterung der Welt. Hirmer, München 2006, Bd. 1, S. 407–418.
- Triumphkreuze des Mittelalters. Ein Beitrag zu Typus und Genese im 12. und 13. Jahrhundert. Schnell & Steiner, Regensburg 2005.
- mit Ulrich Rehm (Hrsg.): Das kleine Andachtsbild. Graphik vom 16. bis zum 20. Jahrhundert. Auswahlkatalog. Ausstellungskatalog. Olms, Hildesheim u. a. 2004.
- Ottonische und frühsalische Monumentalskulptur. Entwicklung, Gestalt und Funktion von Holzbildwerken des 10. und frühen 11. Jahrhunderts. In: Klaus Gereon Beuckers (Hrsg.): Die Ottonen. Kunst – Architektur – Geschichte. Imhof, Petersberg 2002, S. 129–152.